# (28918) 2000 QF21
2000 كيو أف 21 (ويعرف أيضًا باسم (28918) 2000 كيو أف 21 وفق تسمية الكوكب الصغير) (بالإنجليزية: 2000 QF21)‏ هو كويكب ضمن حزام الكويكبات؛ وترتيبه 28918 من حيث الاكتشاف.
اكتُشف هذا الجُرم الفلكي بواسطة بحث لنكولن عن الكويكبات القريبة من الأرض في 24 أغسطس 2000.

## وصلات خارجية
- (28918) 2000 QF21 في قاعدة بيانات مختبر الدفع النفاث لأجرام النظام الشمسي الصغيرة

- الاكتشاف · مخطط المدار ·  العناصر المدارية · المعلمات المادية

- (28918) 2000 QF21 على موقع ويكي سكاي: DSS2, SDSS, GALEX, IRAS, Hydrogen α, X-Ray, Astrophoto, Sky Map, Articles and images